# Втроя (деревня)
Втроя — деревня в Загривском сельском поселении Сланцевского района Ленинградской области.

## История
Деревня Втроя упоминается на карте Санкт-Петербургской губернии Ф. Ф. Шуберта 1834 года.

ВТРОЯ — деревня принадлежит господам Ачкасову и Нефедьевым, число жителей по ревизии: 58 м. п., 64 ж. п. (1838 год)

Деревня Втроя отмечена на карте профессора С. С. Куторги 1852 года.

ВТРОЯ — деревня госпожи Нефедьевой, по просёлочной дороге, число дворов — 10, число душ — 56 м. п. (1856 год)

ВТРОЯ — деревня владельческая при реке Втрое, число дворов — 15, число жителей: 55 м. п., 57 ж. п.; Часовня православная. (1862 год) 

В XIX веке деревня административно относилась к 1-му стану, в начале XX века к Добручинской волости 1-го земского участка 4-го стана Гдовского уезда Санкт-Петербургской губернии.
Согласно Памятной книжке Санкт-Петербургской губернии 1905 года, деревня образовывала Втройское сельское общество, 559 десятин земли в деревне принадлежали крестьянам Петру Громову и Андрею Бурову.
- Деревня Втроя на карте 1919 года

С 1917 по 1920 год деревня входила в состав Скарятинской волости Гдовского уезда.
С 1920 года, в составе Эстонии.
С 1940 года, в составе Эстонской ССР.
С 1944 года, в составе Загривского сельсовета Сланцевского района Ленинградской области.
С 1963 года, в составе Кингисеппского района.
По состоянию на 1 августа 1965 года деревня Втроя входила в состав Загривского сельсовета Кингисеппского района. С ноября 1965 года, вновь в составе Сланцевского района.
По данным 1973 и 1990 годов деревня Втроя входила в состав Загривского сельсовета Сланцевского района.
В 1997 году в деревне Втроя Загривской волости проживали 67 человек, в 2002 году — 55 человек (русские — 91 %).
В 2007 году в деревне Втроя Загривского СП проживали 43 человека, в 2010 году — 62.

## География
Деревня расположена в юго-западной части района на автодороге 41К-164 (Сланцы — Втроя).
Расстояние до административного центра поселения — 16 км.
Расстояние до железнодорожной платформы Сланцы — 36 км.
Через деревню протекает река Втроя.

## Демография
| 1862 | 2007 | 2010 | 2017 |
| ---- | ---- | ---- | ---- |
| 112  | ↘43  | ↗62  | ↘49  |